# Fulnek
Fulnek je město v okrese Nový Jičín v Moravskoslezském kraji, rozkládající se na obou stranách historické zemské hranice Moravy a Slezska. Leží přibližně třicet kilometrů jižně od Opavy. Žije zde přibližně 5 500 obyvatel. Z geomorfologického hlediska leží město Fulnek ve Fulnecké kotlině, která je geomorfologickým okrskem Vítkovské vrchoviny.

## Název
Jméno města pochází z německého výrazu an/bei der fûlen ecke („na shnilém/lenivém místě“). Jméno mohlo označovat buď osadu na mokřinatém místě, kde všechno shnije, nebo osadu v ohybu líně tekoucí vody.

## Historie
Město bylo založeno pravděpodobně pány z Lichtenburku, první písemná zmínka o něm pochází z roku 1293. Původně s celým přilehlým fulneckým panstvím náleželo k Opavskému knížectví. V roce 1427 bylo město dobyto husitským hejtmanem Janem Tovačovským z Cimburka. Poté patřilo více vlastníkům, mezi nimi Janu Jičínskému z Kravař a Fulneka do roku 1434, pánům ze Šternberka do roku 1441, opavským knížatům do roku 1454, Janu Krumsínovi z Lešan do roku 1464, králi Jiřímu z Poděbrad do roku 1468, Janu ze Žerotína zástavně od roku 1468 a koupí od roku 1475. Roku 1480 bylo fulnecké panství zapsáno Janem ze Žerotína do olomouckých zemských desek a od té doby se počítá k Moravě, v jejímž rámci tvořilo fulnecký výběžek, zabíhající do Slezska. V 15. a 16. století působila ve Fulneku Jednota bratrská, která zde zřídila i svou školu. V 16. století město vlastnili nadále páni z Žerotína, Schweinitzové z Pilmsdorfu a Skrbenští z Hříště.

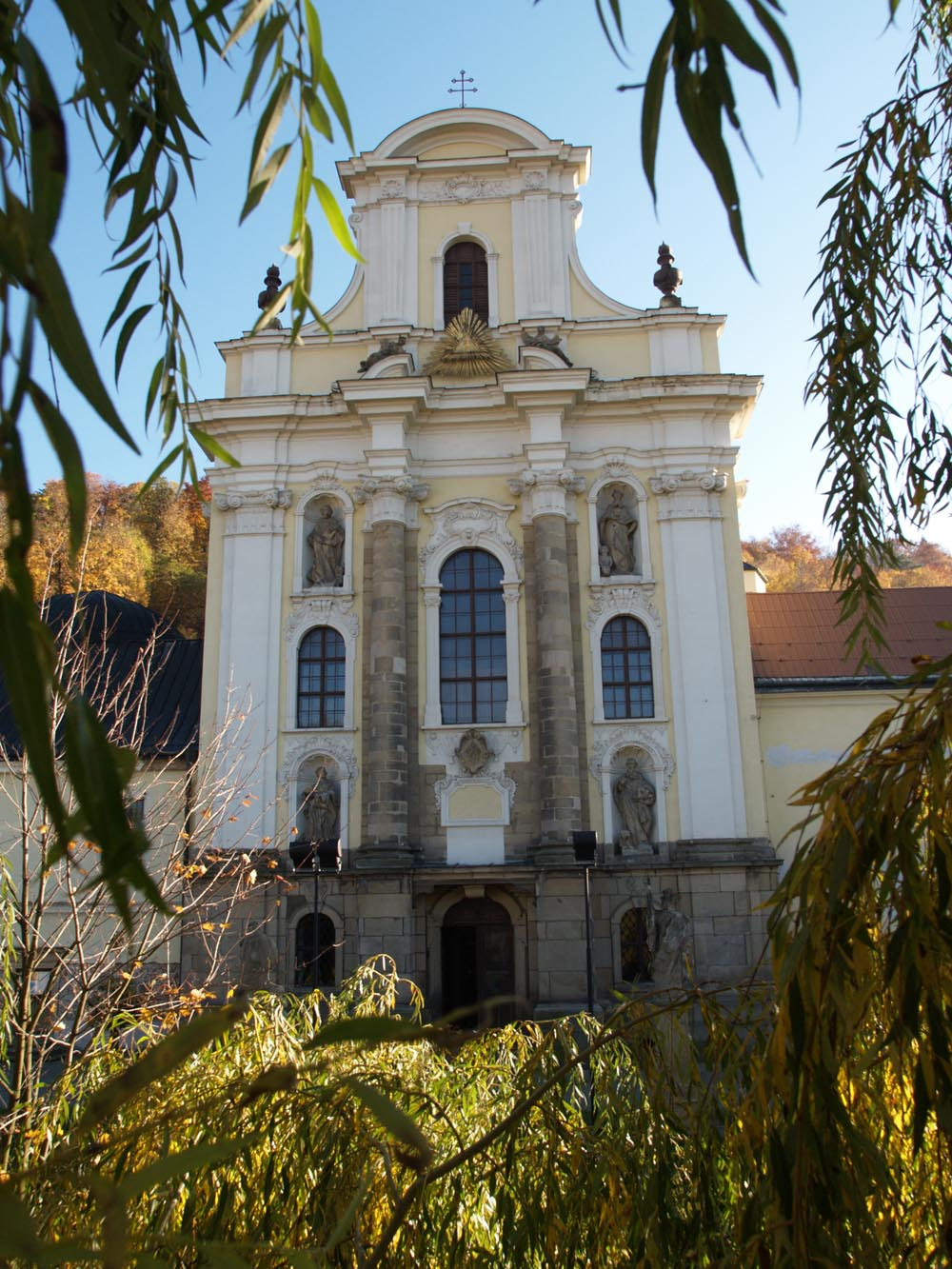
Kostel Nejsvětější Trojice

Zmínky o Jednotě bratrské ve Fulneku pocházejí již z roku 1483. V letech 1618–1621 zde působil jako správce Jednoty Jan Amos Komenský, jenž tu vytvořil několik svých děl (např. sociálněkritické dílo Listové do nebe), mimo jiné také mapu Moravy, vydanou posléze roku 1627. J. A. Komenský a jeho vrchnost Jan II. Skrbenský z Hříště podporovali české stavovské povstání proti habsburskému císaři Ferdinandu II. a proto museli v roce 1621 před postupujícím císařským vojskem uprchnout.
Třicetiletá válka zanechala v životě města i panství hluboké stopy. Po ukončení válečných strastí vestfálským mírem se v polovině 17. století zvýšilo platové i robotní zatížení obyvatel ze strany vrchnosti, na vesnici se poměry vystupňovaly až k úplnému nevolnictví. Na rekatolizaci obyvatel Fulneku nestačil augustiniánský klášter (založený v roce 1389), proto byl roku 1668 založen ještě klášter kapucínský, jenž ve městě přetrval až do roku 1950, naproti tomu klášter augustiniánský byl za josefínských reforem roku 1784 zrušen.
V letech 1622–1788 drželi panství Bruntálští z Vrbna. Fulnek se v této době stal střediskem všech Vrbnovských statků. V roce 1638 byl městský znak doplněn třemi zlatými liliemi s písmenem W s vrbnovskou hraběcí devíticípou korunou. Roku 1788 panství přešlo na Karla Antonína Čejku z Badenfeldu, zbohatlého opavského obchodníka se suknem. Jeho vnuci panství v roce 1842 prodali Kristiánu Fridrichu Stockmarovi, jenž velkostatek roku 1855 postoupil belgickému princi Filipovi, hraběti z Flander.
Správu panství prováděli úředníci v čele s hejtmanem. V záznamech té doby jsou uváděni pomocní úředníci, písaři, důchodní. Od druhé poloviny 17. století nacházíme podrobnější zprávy o výčtu zámeckých služebníků a jejich povinnostech. Uvádí se purkrabí, obroční, lesmistr, porybný a šafář. Nižší samosprávu a soudnictví ve venkovských obcích vedli vesměs dědiční fojtové (rychtáři). Pomáhali jim dva až čtyři sousedé, označovaní jako konšelé. Koncem 18. století se ve větších obcích objevují i obecní písaři, tuto úlohu zastávali zpravidla učitelé. Tyto poměry bez větších změn trvaly až do poloviny 19. století.
V roce 1938 byl Fulnek, ve kterém mělo už od založení výraznou převahu německy mluvící obyvatelstvo, připojen k nacistickému Německu v rámci sudetské župy. Během druhé světové války byla velká část středu města srovnána se zemí, později probíhala obnova dle návrhů architekta Z. Sedláčka. Po druhé světové válce byla většina obyvatel města vysídlena a nahrazena nově příchozím českým obyvatelstvem. Navzdory válečnému zničení bylo historické jádro města vyhlášeno městskou památkovou zónou.

## Obyvatelstvo
| Rok            | 1869  | 1880  | 1890  | 1900  | 1910  | 1921  | 1930  | 1950  | 1961  | 1970  | 1980  | 1991  | 2001  | 2011  | 2021  |
| -------------- | ----- | ----- | ----- | ----- | ----- | ----- | ----- | ----- | ----- | ----- | ----- | ----- | ----- | ----- | ----- |
| Počet obyvatel | 7 628 | 7 814 | 7 430 | 7 538 | 7 713 | 6 818 | 7 458 | 4 682 | 5 823 | 5 945 | 6 455 | 6 225 | 6 053 | 5 720 | 5 356 |
| Počet domů     | 1 070 | 1 095 | 1 045 | 1 049 | 1 059 | 1 069 | 1 237 | 1 170 | 1 007 | 1 051 | 1 119 | 1 205 | 1 239 | 1 310 | 1 330 |

Věková struktura obyvatel obce Fulnek roku 2011
Rodinný stav obyvatel obce Fulnek roku 2011
Vzdělání obyvatel obce Fulnek roku 2011

## Městská správa

### Členění města
Město se člení na 11 částí ležících na 12 katastrálních územích:
- Děrné (k. ú. Děrné)
- Dolejší Kunčice (k. ú. Dolejší Kunčice)
- Fulnek (k. ú. Fulnek)
- Jerlochovice (k. ú. Jerlochovice)
- Jestřabí (k. ú. Jestřabí u Fulneku)
- Jílovec (k. ú. Jílovec)
- Kostelec (k. ú. Děrné)
- Lukavec (k. ú. Lukavec u Bílovce)
- Pohořílky (k. ú. Pohořílky u Kujav)
- Stachovice (k. ú. Stachovice)
- Vlkovice (k. ú. Moravské Vlkovice a Slezské Vlkovice)

Od 1. ledna 1976 do 31. prosince 1991 k městu patřily i Vrchy a od 1. ledna 1979 do 31. prosince 1997 také Kujavy.
Rozdělení katastrálních území mezi Moravu a Slezsko:
- Morava: Fulnek (většina katastru), Děrné (malá část katastru), Jerlochovice (téměř celý katastr), Jestřabí u Fulneku, Moravské Vlkovice, Pohořílky u Kujav, Stachovice
- Slezsko: Děrné (většina katastru), Dolejší Kunčice, Fulnek (menší východní část katastru například s ulicemi Bíloveckou, několika domy ulic Děrenské, Švédské a L. Mašínové. K Fulneku však byla připojena k 1. lednu 1960 od slezské obce Děrné[8] pouze místní část zvaná Na Slezi, zatímco zbytek převážně až roku 1989), Jerlochovice (velice malá část katastru), Jílovec, Lukavec u Bílovce, Slezské Vlkovice

### Městské symboly
Znak a vlajka byly městu uděleny rozhodnutím předsedy Poslanecké sněmovny Parlamentu České republiky dne 15. července 1993.

## Pamětihodnosti

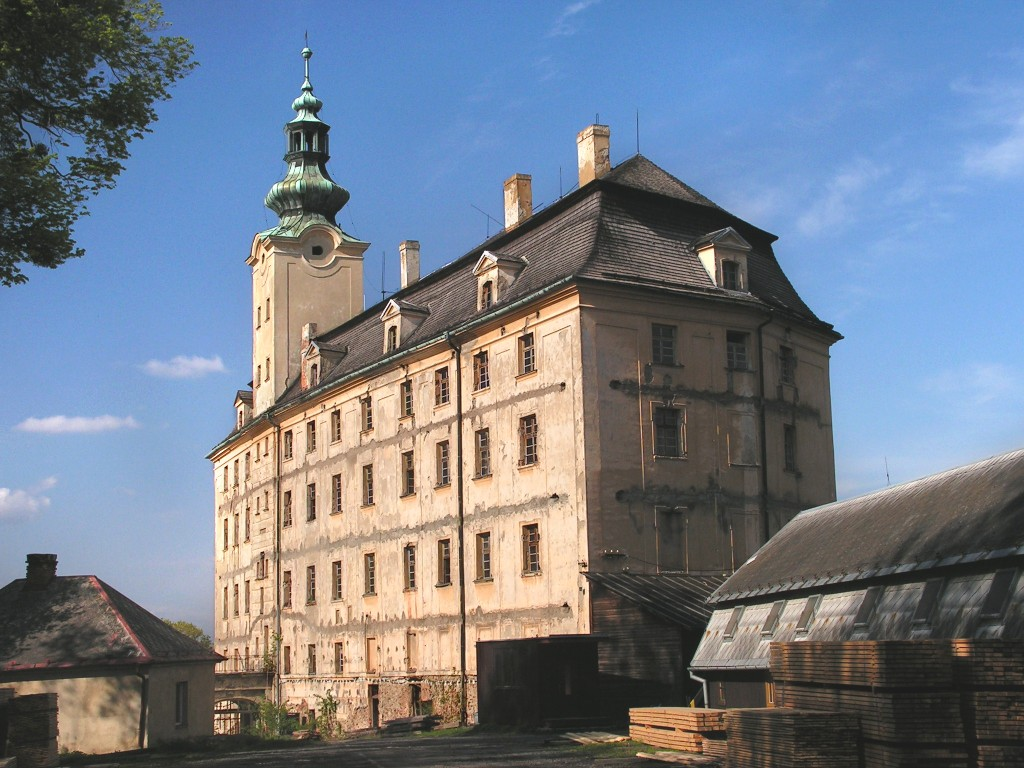
Zámek ve Fulneku před rekonstrukcí

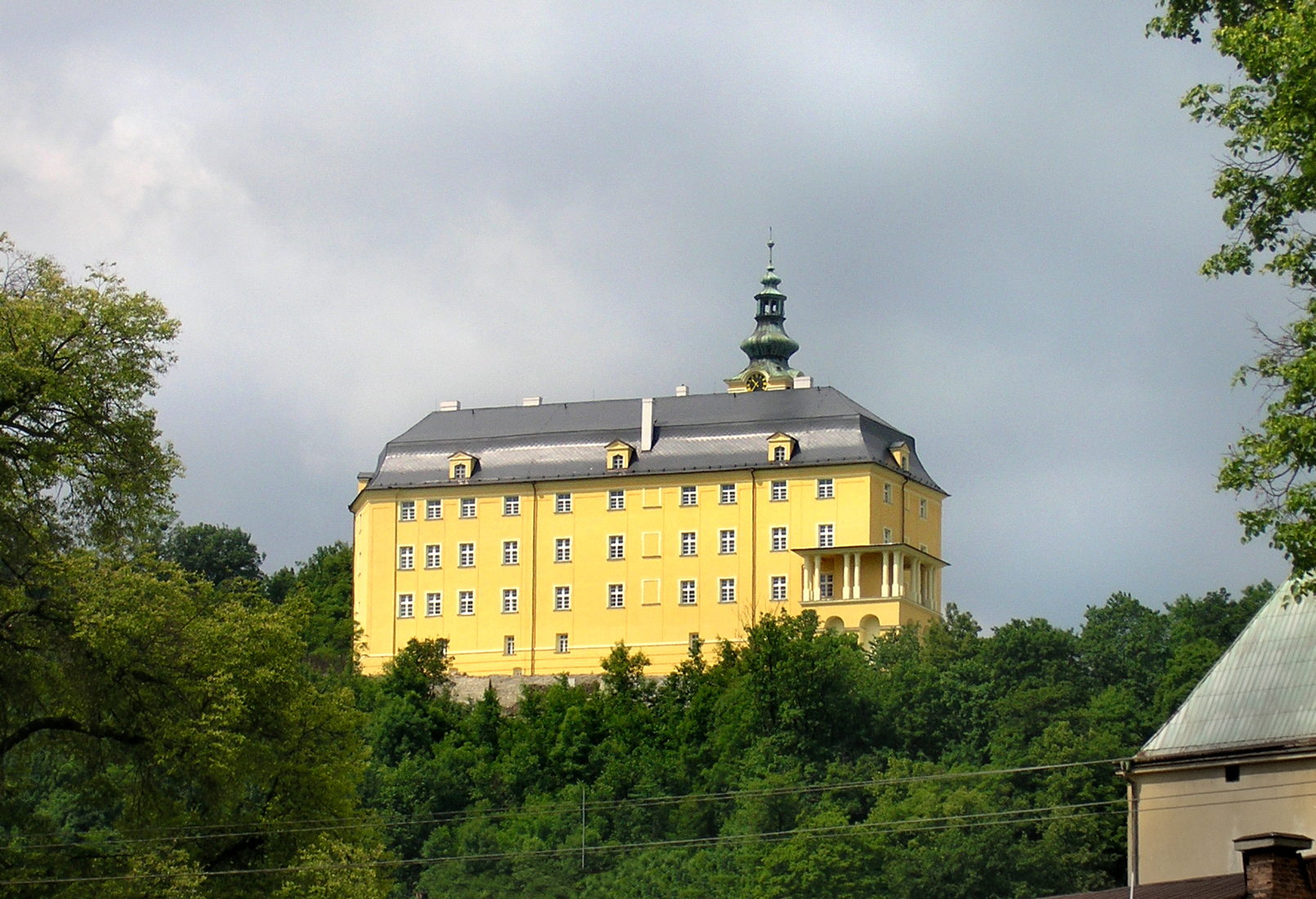
Zámek po rekonstrukci

- Zámek na kopci nad městem na místě původního gotického hradu sestává z horní a dolní části. Horní část je renesanční z druhé poloviny 16. století, nejvyšší patro a věž pocházejí až z roku 1633. Po požáru roku 1801 bylo obnoveno jen severní křídlo. Dolní zámek je barokní, z konce 17. století.
- Dům Jednoty bratrské, nyní muzeum a Památník Jana Amose Komenského, národní kulturní památka, byl vystavěn roku 1407, v roce 1612 přestavěn na modlitebnu, roku 1691 na špitál. Dům zahrnuje kapli a obytnou budovu s renesančním portálem.
- Augustiniánský klášter ve městě byl původně gotický, ze začátku 15. století (křížová chodba).
- Farní kostel Nejsvětější Trojice, umělecky mimořádně cenná barokní stavba, byl vystavěn v letech 1750–1760.
- Trojiční morový sloup z roku 1718, na bočních pilířích se sochami svatého Rocha a Šebestiána, s reliéfy Ježíš v patě sloupu a svatého Jana Křtitele a Floriána na podstavci, donátorem byl fulnecký obchodník se suknem Mehoffer

Na náměstí se nachází morový sloup, kašna se sochou svatého Jana Sarkandra (jediná dochovaná barokní kašna na Novojičínsku; vytvořena roku 1749 Janem Jiřím Heintzem z Uničova, později z Olomouce) a sousoší svatého Jana Nepomuckého z roku 1769.
Památník Jana Amose Komenského ve Fulneku – první expozice byla otevřena v roce 1954. Další instalace byly zpřístupněny v letech 1970 a 1992. Památník Jana Amose Komenského seznamuje s životem a dílem J. A. Komenského ve Fulneku v letech 1618–1621. Přiblížena je historie bratrského sboru ve Fulneku a obnovené církve Jednoty bratrské Ochranovské od roku 1727.
Památkami města provází městská naučná stezka Člověče, zastav se ....

### Zaniklé památky
- Ruina kapucínského kláštera založeného roku 1668. V jeho sousedství stála Loretánská kaple z roku 1681 založená Janem Františkem hrabětem z Vrbna. V 18. století se místo rozrostlo na poutní, ale již roku 1792 byla Santa Casa zbourána. Dochovaly se zbytky obvodové zdi ambitu a vila zvaná Loreta.[12]

## Osobnosti

### Rodáci
- Jan Josef Thalherr (1730–1807), rakouský architekt
- Antonín Brosmann (1731–1798), hudební skladatel a pedagog
- Jan Leopold Hay (1735–1794), biskup, duchovní otec tolerančního patentu císaře Josefa II.
- Jan Nepomuk Hückel (1779–1835), zakladatel éry kloboučnictví v Novém Jičíně
- Ernst Schwarzer von Heldenstamm (1808–1860), novinář a politik, poslanec a ministr za revoluce roku 1848
- Anton Beinhauer (1813–1878), lékař a politik, poslanec Říšského sněmu za revoluce roku 1848
- Leopold von Dittel (1815–1898), rakouský lékař, zakladatel moderní urologie
- Johann Eichler (1818–1899), kněz a katecheta v Opavě
- Johann Loserth (1846–1936), rakouský historik
- August von Gödrich (1859–1942), cyklista, účastník prvních novodobých olympijských her v Aténách 1896. Druhé místo v silničním závodě na 87 km. Narodil se i zemřel v Jerlochovicích
- Ludvík Krupka (1863–1947), právník a politik, československý senátor za ČSL
- Gustav Bodirsky (1864–1934), právník a politik německé národnosti, narozen ve Stachovicích
- Franz Ballner (1870–1963), rakouský lékař-hygienik
- Franz Konwitschny starší (1876–1938), hudební pedagog a kapelník[13]
- Franz Konwitschny mladší (1901–1962), dirigent, šéf Státní opery v Drážďanech a Berlíně
- Bořek Zeman (1950–2014), sochař, medailér, malíř a pedagog
- Daniel Barbořák (* 1986), šipkař

### Spjatí s Fulnekem
- Jiří ze Žerotína (1478–1507), spolumajitel zdejšího panství, je zde pohřben
- Barbora z Rottalu (1501–1550), šlechtična, manželka Zikmunda z Ditrichštejna. Ve Fulneku pravděpodobně zemřela
- Jan Amos Komenský (1592–1670), poslední biskup Jednoty bratrské, teolog, filosof, spisovatel a reformátor pedagogiky. Ve Fulneku několik let žil a působil. Čestný občan města
- Adolf Turek (1911–1998), historik a vlastivědný spisovatel, poslanec za ČSL
- Jiří Jan Vícha (1923–1997), kněz, kapucínský řeholník a básník, farář ve Fulneku
- Petra Kvitová (* 1990), tenistka, dvojnásobná vítězka Wimbledonu (2011, 2014). Vyrůstala zde a začínala s tenisem. Dne 4. července 2011 jí bylo zastupitelstvem uděleno čestné občanství města

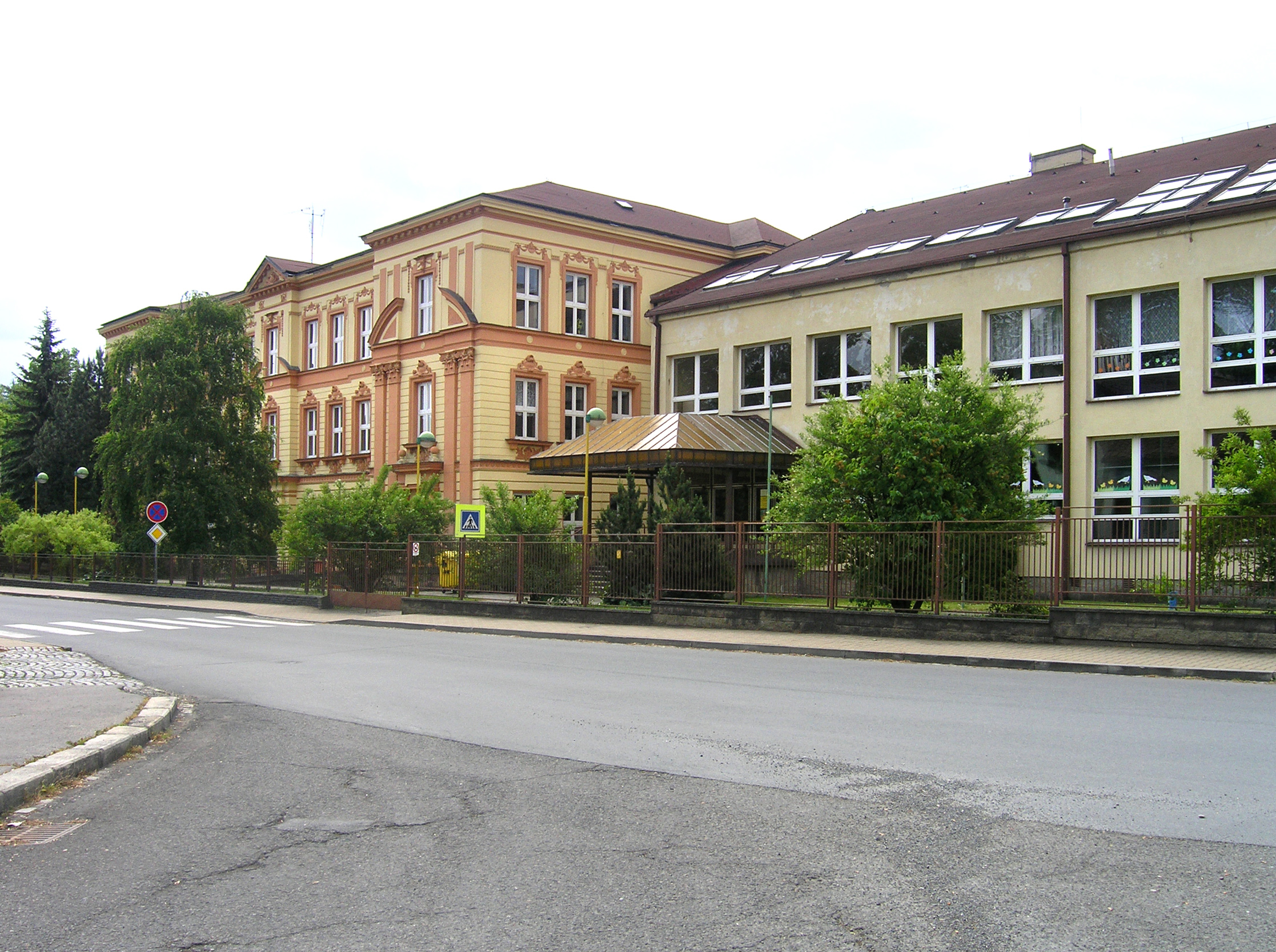
Základní škola

## Partnerská města

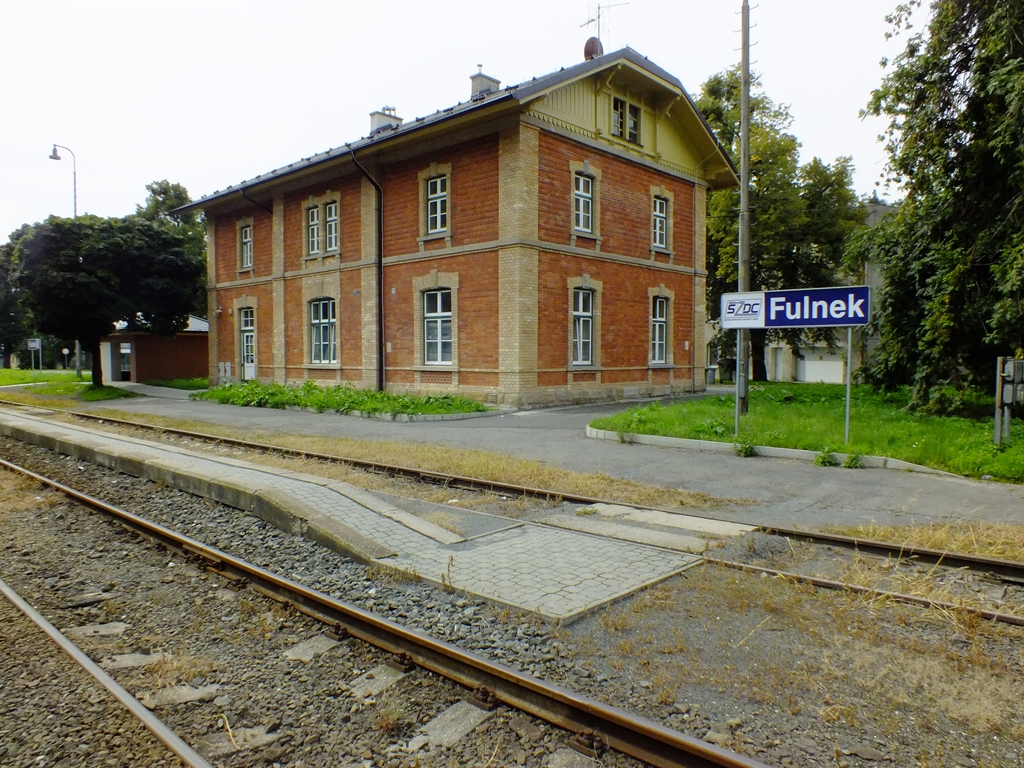
Uzavřená budova nádraží

- Châtel sur Moselle, Francie
- Łaziska Górne, Polsko
- Ljutomer, Slovinsko
- Sučany, Slovensko
- Téglás, Maďarsko
- Vrútky, Slovensko